# 요로 철도 요로선
요로선(일본어: 養老線)은 일본 미에현 구와나시의 구와나역부터 기후현 이비군 이비가와정의 이비역까지를 잇는 요로 철도의 철도 노선이다.

## 노선 정보
- 관할 (사업 종별) : 요로 철도 (제 2 종 철도사업자) · 요로 선 관리 기구 (제 3 종 철도 사업자)
- 노선 거리 (영업 거리) : 57.5km
- 궤간 : 1,067mm
- 역 수 : 27역 (기 · 종점역 포함. 유인역 8개소, 무인역 19개소)
- 복선화 구간 : 없음 (전 구간 단선)
- 전철화 구간 : 전 구간 전철화 (직류 1,500V)
- 폐색 방식 : 자동 폐색식
- 운행 최고 속도 : 65km/h (지정 속도 : 43.7km/h)

## 역 목록
| 역명              | 일어 역명  | 역간 거리 | 영업 거리 | 접속 노선                                                                    | 소재지 | 소재지   | 소재지     |
| ----------------- | ---------- | --------- | --------- | ---------------------------------------------------------------------------- | ------ | -------- | ---------- |
| 구와나            | 桑名       | -         | 0.0       | 긴키 닛폰 철도 E 나고야 선 도카이 여객철도 간사이 본선 산기 철도 호쿠세이 선 | 미에현 | 구와나시 | 구와나시   |
| 히가시카타 신호장 | 東方信号場 | 0.7       | 0.7       |                                                                              | 미에현 | 구와나시 | 구와나시   |
| 하리마            | 播磨       | 0.9       | 1.6       |                                                                              | 미에현 | 구와나시 | 구와나시   |
| 시모후카야        | 下深谷     | 2.4       | 4.0       |                                                                              | 미에현 | 구와나시 | 구와나시   |
| 시모노시로        | 下野代     | 2.6       | 6.6       |                                                                              | 미에현 | 구와나시 | 구와나시   |
| 다도              | 多度       | 2.0       | 8.6       |                                                                              | 미에현 | 구와나시 | 구와나시   |
| 미노마쓰야마      | 美濃松山   | 3.3       | 11.9      |                                                                              | 기후현 | 가이즈시 | 가이즈시   |
| 이시즈            | 石津       | 2.3       | 14.2      |                                                                              | 기후현 | 가이즈시 | 가이즈시   |
| 미노야마자키      | 美濃山崎   | 2.0       | 16.2      |                                                                              | 기후현 | 가이즈시 | 가이즈시   |
| 고마노            | 駒野       | 3.6       | 19.8      |                                                                              | 기후현 | 가이즈시 | 가이즈시   |
| 미노쓰야          | 美濃津屋   | 4.7       | 24.5      |                                                                              | 기후현 | 가이즈시 | 가이즈시   |
| 요로              | 養老       | 4.3       | 28.8      |                                                                              | 기후현 | 요로군   | 요로정     |
| 미노타카다        | 美濃高田   | 3.0       | 31.8      |                                                                              | 기후현 | 요로군   | 요로정     |
| 가라스에          | 烏江       | 2.7       | 34.5      |                                                                              | 기후현 | 요로군   | 요로정     |
| 오토바            | 大外羽     | 1.5       | 36.0      |                                                                              | 기후현 | 오가키시 | 오가키시   |
| 도모에            | 友江       | 1.4       | 37.4      |                                                                              | 기후현 | 오가키시 | 오가키시   |
| 미노야나기        | 美濃青柳   | 2.0       | 39.4      |                                                                              | 기후현 | 오가키시 | 오가키시   |
| 니시오가키        | 西大垣     | 1.8       | 41.2      |                                                                              | 기후현 | 오가키시 | 오가키시   |
| 오가키            | 大垣       | 1.8       | 43.0      | 도카이 여객철도 도카이도 본선 다루미 철도 다루미 선                          | 기후현 | 오가키시 | 오가키시   |
| 무로              | 室         | 1.1       | 44.1      |                                                                              | 기후현 | 오가키시 | 오가키시   |
| 기타오가키        | 北大垣     | 1.3       | 45.4      |                                                                              | 기후현 | 오가키시 | 오가키시   |
| 히가시아카사카    | 東赤坂     | 2.1       | 47.5      |                                                                              | 기후현 | 안파치군 | 고도정     |
| 히로고도          | 広神戸     | 2.8       | 50.3      |                                                                              | 기후현 | 안파치군 | 고도정     |
| 기타고도          | 北神戸     | 1.6       | 51.9      |                                                                              | 기후현 | 안파치군 | 고도정     |
| 이케노            | 池野       | 1.6       | 53.5      |                                                                              | 기후현 | 이비군   | 이케다 정  |
| 기타이케노        | 北池野     | 0.9       | 54.4      |                                                                              | 기후현 | 이비군   | 이케다 정  |
| 미노혼고          | 美濃本郷   | 0.8       | 55.2      |                                                                              | 기후현 | 이비군   | 이케다 정  |
| 이비              | 揖斐       | 2.3       | 57.5      |                                                                              | 기후현 | 이비군   | 이비가와정 |